# Шпор, Розалия
Августа Теодора Ульрика Амалия Розалия Шпор (нем. Auguste Theodora Ulrike Amalie Rosalie Spohr; 22 января 1829, Брауншвейг — 1919, Берлин) — немецкая арфистка .

## Биография
Получила первые уроки игры на арфе у жены своего дяди, композитора Луи Шпора, арфистки Доретты Шпор (1778—1834), затем училась у Луи Гримма. В 1851 году познакомилась в Веймаре с Францем Листом, на которого произвела впечатление «простотой и значительным дарованием», и рассматривалась в качестве вероятной кандидатуры на место арфистки в Веймарской придворной капелле, Лист дирижировал концертами с её участием как солистки и даже организовывал её сольные выступления.
В 1855 г. вышла замуж за немецкого аристократа графа Ксавера фон Зауэрма и оставила исполнительскую карьеру. В 1910 г. опубликовала альбом рисунков своей сестры, рано умершей Иды Шпор (1835—1859).
Помимо прочего, Розалия Шпор известна также как владелица самого известного портрета Людвига ван Бетховена (работы Карла Штилера), который она унаследовала от своего отца и хранила до 1909 года, когда его приобрёл у неё издатель Генри Хинрихсен.
Именем Розалии Шпор названа улица (нем. Rosalie-Sauerma-Weg) в Брауншвейге.